# Gertrude Macdonald

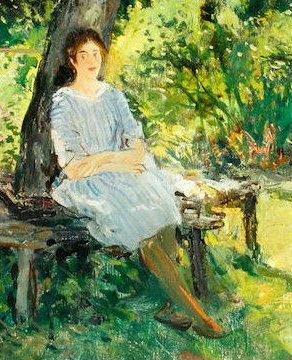
Biddy Macdonald unter einem Baum, Gemälde (Ausschnitt) von Alexander Jamieson (um 1907)

Gertrude Macdonald, auch Biddy Macdonald, verheiratete Biddy Jamieson (* 1871 in Wavertree, Lancashire, heute Ortsteil von Liverpool; † 9. Juni 1952 in Aylesbury) war eine britische Porträt- und Landschaftsmalerin.

## Leben
Biddy Macdonald wuchs als Tochter eines Kaufmanns in Liverpool auf. Sie besuchte in London eine Malschule für Frauen, die Louise Jopling 1887 gegründet hatte. Zusammen mit ihrer Mitstudentin Alix Egerton eröffnete sie ein Malstudio.

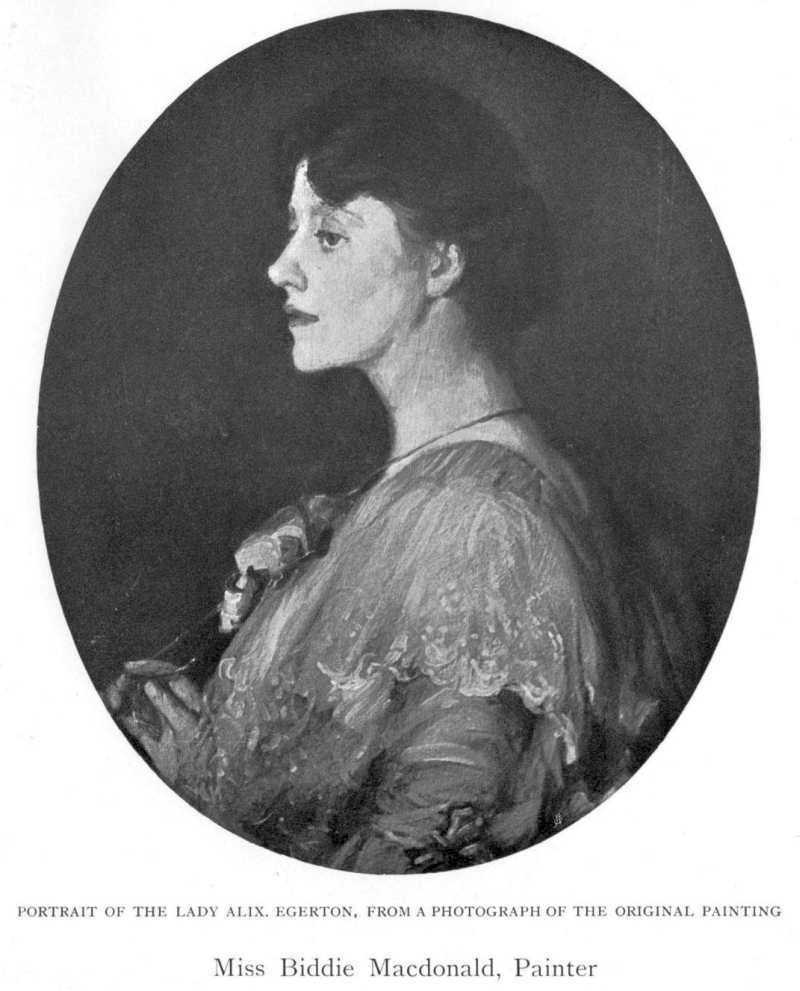
The Lady Alix Egerton (vor 1904)

Ein von Macdonald gemaltes Porträt Egertons brachte ihr hohes Lob und weitere Aufträge der Londoner Gesellschaft ein. Eine Abbildung des Porträts wurde 1905 in den Band  Women painters of the world aufgenommen.
Ende der 1890er Jahre ging sie für weitere Studien nach Paris. Hier lernte sie den Maler Alexander Jamieson (1873–1937) kennen, mit dem sie spätestens seit 1901 eine Malschule an der Brompton Road in London betrieb und den sie am 26. Januar 1907 heiratete. Das Paar hatte eine Tochter, Katherine (* 1908). Nach dem Ersten Weltkrieg, an dem Alexander Jamieson als Offizier teilnahm, zog die Familie ganz nach Burnside, einen ehemaligen Pub im Dorf Weston Turville im Aylesbury Vale, den sie 1912 erworben und zum Sommerhaus umgebaut hatten. Beide gaben hier Malkurse. Biddy Jamieson blieb hier auch nach dem Tod ihres Mannes wohnen. Ihr gemeinsames Grab befindet sich auf dem Kirchhof der Kirche St. Mary the Virgin in unmittelbarer Nähe des Anwesens.

## Ausstellungen
- The White Hat, Royal Scottish Academy of Painting 1905[8]
- Biennale di Venezia 1909[9]
- Hazlitt Gallery, London: Retrospektive zusammen mit Alexander Jamieson 1970